# Udo Rothe
Udo Rothe ist ein ehemaliger deutscher Handballspieler.

## Werdegang
Rothe spielte bei Lok Oschersleben, ehe er zum SC Magdeburg wechselte. 1978 und 1981 gewann er mit dem SCM den Europapokal der Landesmeister und errang während seiner Laufbahn mehrmals den deutschen Meistertitel der DDR. Rothe war DDR-Nationalspieler. 1982 gehörte er dem Weltmeisterschaftsaufgebot der DDR an.
Nach seiner Zeit in Magdeburg spielte Rothe in Luxemburg.